# Перелік будівель і споруд, зображених на банкнотах

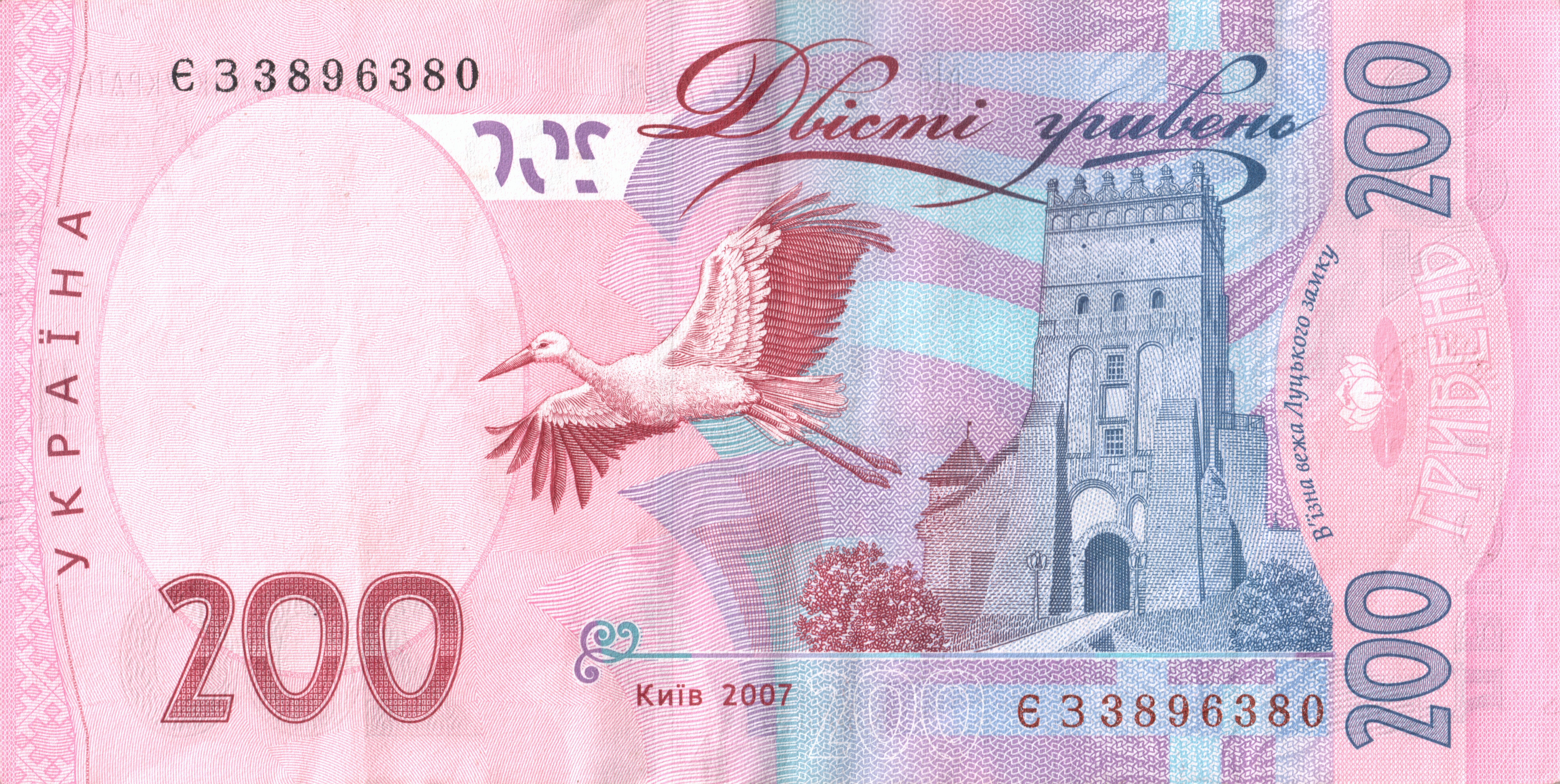
Замок Любарта на 200 гривнях України

Ці будівлі та споруди зображені на банкнотах перелічених країн.

## Австралія
- Старий будинок парламенту та новий будинок парламенту

## Азербайджан
- Палац Ширваншахів
- Дівоча вежа

## Албанія
- Перша будівля парламенту Албанії
- Місце народження Фрашери
- Будівля незалежності Вльори
- Церква Вау
- Амфітеатр у Бутрінто (біля Саранди)
- Замок Крує

## Алжир
- Місце мучеників, Алжир

## Ангола
- Серра-да-Леба
- Національний банк Анголи
- Луанда

## Аргентина
- Музей митр
- Пам'ятник армії Анд
- Пам'ятник національному прапору Аргентини, Росаріо
- Каса-Росада
- Кладовище Дарвіна, легкий крейсер «Генерал Бельграно», Фолклендські острови
- Вівтар миру

## Афганістан
- Блакитна мечеть, Мазарі-Шариф
- Мавзолей Ахмеда Шаха Дуррані, Кадахар
- Могила Махмуда Газні
- Мечеть Шах-До-Шаміра
- Перевал Саланг
- Пагманські сади
- Бала Гісар
- Арг (Президентський палац), Кабул
- Мечеть Пул е Хішті
- Арка Бост
- Мечеть Хваджа Абдулла Ансарі
- Міжнародний аеропорт Кандагар
- Храм Алі
- Могила Ахмад Шаха Дуррані Баби

## Багамські острови
- Хоуп Таун, острів Абако

## Бахрейн
- Старий суд Бахрейну
- Сахір
- Школа Al Hedya Al Khalifiya
- Пам'ятник «Вітрило і перлина».
- Будинок шейха Іси, Мухаррак
- Форт Ріффа
- Дорога шейха Іси бін Салмана Аль Халіфи
- Ісламський центр Аль Фатех

## Бангладеш
- Шахід Мінар
- Міхраб
- Байтул Мукаррам
- Джатійо Сангсад Бхабан
- Мечеть Багха
- Jatiyo Smriti Soudho (Національний меморіал мучеників)
- Міст Бангабандху (багатоцільовий міст Джамуна)
- Керзон Холл
- Штаб-квартира корпорації Security Printing Corporation
- Національний музей Бангладеш

## Барбадос
- Вітряк Моргана Льюїса, Св. Андрія
- 3Ws Овальний крикетний центр в Університеті Вест-Індії, Кампус Кейв-Гілл
- Міст Чарльза Дункана О'Ніла через Карінадж, Бріджтаун
- Будинки парламенту в Бріджтауні
- Майдан Незалежності зі статуєю Еррола Барроу в Бріджтауні
- Міжнародний аеропорт Грантлі Адамс

## Білорусь
- Кам'янецька вежа, Кам'янець
- Преображенська церква, Полоцьк
- Палац Рум'янцевих і Паскевичів, Гомель
- Мирський замок, Мир
- Несвізький замок, Нясвіж
- Обласний художній музей, Могилів
- Національна бібліотека Білорусі, Мінськ
- Площа Перемоги, Мінськ
- НАН Білорусі
- Троїцьке передмістя
- Штаб-квартира Національного банку Республіки Білорусь
- Холмська брама
- Меморіал Брестської фортеці
- Театр опери та балету (Мінськ)
- Республіканський Палац культури профспілок, Мінськ
- Національний художній музей Білорусі, Мінськ
- Мінський палац спорту
- Спорткомплекс «Раубичі».
- Холмська брама
- Літній амфітеатр, Вітебськ
- Могильовський художній музей Масленнікова

## Беліз
- Руїни майя в Белізі (храм Алтун Ха, Сюнантунич)
- Сент-Джордж-Кей, труна Томаса Поттса
- Будинок уряду
- Будинок суду
- Собор Святого Іоанна
- Центральний банк Белізу

## Бермудські острови
- Маяк Святого Давида
- Camden House
- Годинникова вежа верфі
- Сомерсетський міст
- Будинок комісара
- Маяк Гіббс Хілл
- Церква Святого Марка
- Церква Святого Петра
- Будинок зборів Бермудських островів

## Бутан
- Сімтоха Дзонг
- Такцанг
- Паро Рінпунг Дзонг
- Пунакха Дзонг
- Тронгса Дзонг
- Ташічхо Дзонг

## Великобританія
- Ньюгейтська в'язниця
- Собор Святого Павла
- Threadneedle Street
- Вустерський собор

### Північна Ірландія
- Мерія Белфаста
- Замок Данлус
- Дорога Гігантів
- Old Bushmills Distillery
- Порт Белфаст
- Королівський університет Белфасту

### Шотландія
- Вал Антоніна
- Замок Балморал
- Бриг о'Дун
- Замок Бродік
- Замок Калейн
- Единбурзький замок
- Единбурзький міжнародний конференц-центр
- Фолкеркське колесо
- Форт-Брідж
- Замок Глеміс
- Університет Глазго
- Віадук Гленфіннан
- Серце неолітичних Оркнейських островів
- Будинок Холмвуд
- Замок Інвернесс
- Кесокський міст
- Маяк, Глазго
- Нью Ланарк
- Нове місто, Единбург
- Старе місто, Единбург
- Замок Стерлінг

## Вірменія
- Єреванський вокзал і статуя Давида Сасунського
- Урартська клинописна табличка та рельєф лева з фортеці Еребуні
- Національна галерея та історичний музей Вірменії
- Будівля парламенту Вірменії
- Гора Арарат і собор Звартноц
- Вірменський оперний театр
- Церква Св. Ріпсіме в Ечміадзіні
- Пам'ятник Месропу Маштоцу і Матенадаран
- Храм Ґарні
- Бюраканська обсерваторія
- Будинок уряду в Єревані
- Ґюмрі
- Ечміадзинський собор

## Гернсі
- Коледж Елізабет
- Форт Грей

## Данія
- Міст Великий Бельт
- Кніппельсбро
- Міст Малий Бельт
- Міст королеви Олександрії
- Саллінгсундський міст

## Джерсі
- Замок Єлизавети
- Будинок уряду
- Маяк Ла Корб'єр
- La Hougue Bie
- Вежа Ле-Гок
- Садиба Ле Огре
- Мон Оргей
- Парафіяльна церква Сент-Гелієр
- Коледж Вікторії

## Зімбабве
- Балансуючі скелі
- National Heroes Acre (Зімбабве)
- Дамба Кариба

## Малайзія
- Національна мечеть
- Палати парламенту Малайзії

## Молдова
- Кишинівський кафедральний собор
- Ратуша Кишинева
- Бендерська фортеця
- Гербовецький Успенський монастир
- Сороцька фортеця
- Гиржауський монастир
- Церква Св. Думітру (Оргіїв)
- Кепріанський Успенський монастир

## Нова Зеландія
- Будівлі парламенту Нової Зеландії, включаючи Вулик
- Будинок зустрічей Порурангі

## Норвегія
- Фортеця Акерсхус
- Дерев'яна церква Боргунд
- Будівля Ейдсволл
- Зал Хокона
- Хілестадська дерев'яна церква
- Нідаросський собор
- Норвезька національна опера
- Університет Осло

## Острів Мен
- Замок Рушен
- Колесо Лаксі
- Замок Піл

## Польща
- Ротонда Святого Миколая в Цешині
- Замок Мальборк
- Вавельський замок
- Віланувський палац

## Росія
- Будівля Далекосхідного федерального університету
- Космодром «Восточний»
- Руїни античного міста Херсонес, Автономна Республіка Крим
- Будівля університету імені Ломоносова
- Концертний зал «Заряддя»
- Останкінська телевежа
- Замок «Ластівчине гніздо», Автономна Республіка Крим
- Ханська мечеть у Ханському палаці, Бахчисарай, Автономна Республіка Крим
- Каплиця Мініна і Пожарського, Ярославль
- Церква святого Іоанна Предтечі (Хрестителя) в Ярославлі
- Монастир на Соловецькому острові, Архангельськ
- Большой театр, Москва
- Ростральні колони, Військово-морський музей, Санкт-Петербург
- Міська стіна, Новгород

## Сполучені Штати
- Індепенденс-голл
- Меморіал Лінкольна
- Будівля казначейства (Вашингтон, округ Колумбія )
- Капітолій (Вашингтон)
- Білий дім

## Східні Карибські держави
- Будинок уряду, Монтсеррат
- Національний парк фортеці Брімстон-Гілл, вид на вершини-близнюки вулкана Ле-Пітон — Петі-Пітон і Грос-Пітон поблизу Суфрієра в Сент-Люсії
- Штаб-квартира Східно-Карибського центрального банку

## Туреччина
- Аниткабір
- Дамба Ататюрка
- Босфорський міст
- Меморіал мучеників Чанаккале
- Центральний банк Турецької Республіки
- Дарданелли
- Фонтан Ахмеда III
- Великі національні збори Туреччини
- Іподром Константинополя
- Палац Ішак-паші
- Стамбульський університет
- Годинникова вежа Ізміра
- Кизил Куле
- Дівоча вежа
- Музей Мевляни
- Румелі Хісари
- Самсун
- Мечеть Селіміє
- Сівас
- Мечеть Сулейманіє
- Улус, Анкара

## Україна
- Національний банк України (будівля)
- Національна опера України
- Софійський собор, Київ
- Києво-Печерська лавра
- Львівський театр опери та балету
- Будинок вчителя
- Червоний корпус університету
- Замок Любарта
- Національний університет «Києво-Могилянська академія».
- НАН України

## Філіппіни
- Барасоаїнська церква
- Палац Малаканьянг
- Національний музей образотворчого мистецтва
- Bangko Sentral ng Pilipinas
- Храм Агінальдо

## Фолклендські острови
- Собор Христа
- Будинок уряду